# Tilcara

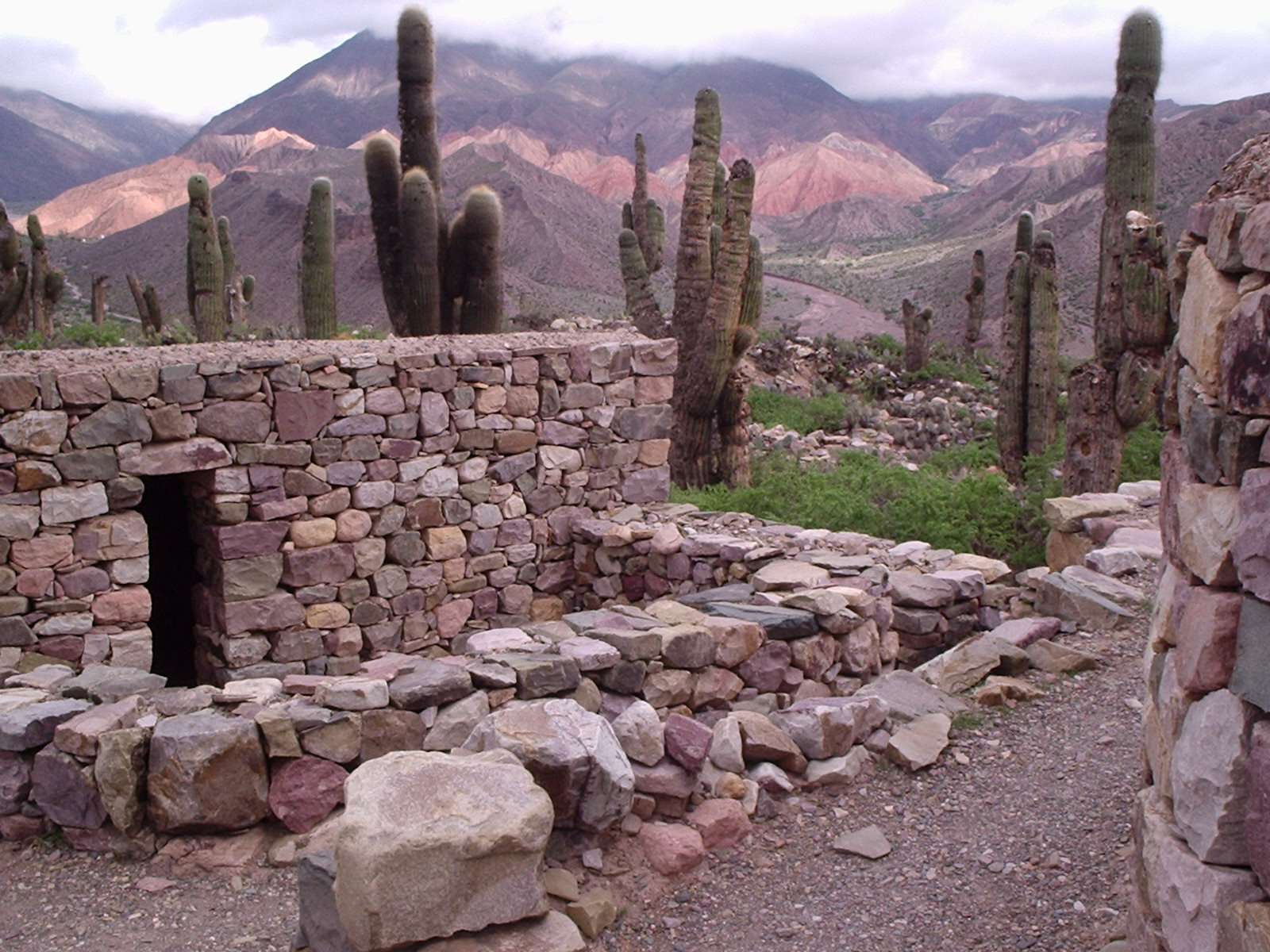
Pucarà de Tilcara

Tilcara és una ciutat del departament del mateix nom de la província de Jujuy, en Argentina, en el centro de la Llacova d'Humahuaca. Altres localitats d'importància són Maimará, Huacalera, Colònia Sant Josep, Juella, Fogons, Perchel i Huichaira.

## Toponímia
La població deu el seu nom a l'antiga ètnia dels omaguaca, i la seua parcialitat zonal: els tilcara.
El seu traçat urbà i diversos edificis daten de l'època de la colonia. La ciutat és visitada actualment per turistes i hi ha una florent indústria hotelera, que ha generat canvis en la societat.
Molts dels seus habitants originals han venut terrens que antigament els pertanyerien i és important la migracio interna de gent de la ciutat de Buenos Aires o unes altres zones del país. Existix una gran quantitat d'artesans, tant naturals del lloc com provinents d'unes altres parts del país.

## Clima
- Amplitud tèrmica: 9,5 °C
- Temperatura màxima mitjana: 30 °C (gener)
- Temperatura mínima mitjana: 4 °C (juliol)
- Temperatura mitjana anual: entre 18 i 20 °C
- Precipitacions anuals mitjana: 141 mm (entre novembre i març)